# تومي ايمانويل
تومي ايمانويل (بالإنجليزية: Tommy Emmanuel)‏ هو عازف قيثارة جاز وكاتب أغاني وعازف قيثارة أسترالي، ولد في 31 مايو 1955 في ميوسولبروك في أستراليا.

## وصلات خارجية
- الموقع الرسمي
- تومي ايمانويل على موقع IMDb (الإنجليزية)
- تومي ايمانويل على موقع ميوزك برينز (الإنجليزية)
- تومي ايمانويل على موقع أول ميوزيك (الإنجليزية)
- تومي ايمانويل على موقع ديسكوغز (الإنجليزية)
- تومي ايمانويل على موقع قاعدة بيانات الفيلم (الإنجليزية)